# 呼伦贝尔学院
呼伦贝尔学院位于内蒙古自治区呼伦贝尔市海拉尔区。前身是海拉尔师范专科学校、呼伦贝尔盟教育学院、呼伦贝尔管理干部学院和内蒙古广播电视大学呼伦贝尔盟分校。1992年四所专科学校合并为呼伦贝尔大学，1997年改名呼伦贝尔学院。2000年后，海拉尔蒙古族师范学校、呼伦贝尔盟商业学校、呼伦贝尔盟城建职工中专学校、内蒙古工程技术学校先后并入呼伦贝尔学院。2003年8月，教育部批准其晋升为本科院校。

## 学校现状
目前，呼伦贝尔学院共有51个本科专业，涵盖了文学、理学、工学、管理学、教育学、农学、法学、经济学、历史学、艺术学十大学科门类。呼伦贝尔学院图书馆（页面存档备份，存于）藏有图书103万余册。现有全日制本专科生12714人(本科生11473人，专科生1241人） 。学校教职工总数1133人，专任教师662人，专任教师中正高级职称152人，副高级职称286人。
呼伦贝尔学院设有国家级重点特色专业建设点1个，自治区级重点建设专业1个、自治区级品牌专业7个、自治区专业综合改革试点专业1个，自治区级精品课程21门，自治区级实验教学示范中心1个，自治区级教学团队4个，自治区级创新团队1个，自治区级创新平台培育项目1个，自治区级重点实验室1个，自治区重点研究基地1个。
呼伦贝尔学院俄语专业是内蒙古自治区唯一的国家高等院校俄语专业特色建设点。

## 二级学院
| - 初等教育学院 - 矿业学院 - 经济管理学院 - 建筑工程学院 - 生命与环境科学学院 - 计算机学院 - 继续教育学院 - 文学院 - 教育科学学院 - 马克思主义学院 - 数学与统计学院 - 外国语学院 - 俄罗斯语言与文化学院 - 旅游管理与地理科学学院 - 法学院 - 音乐与舞蹈学院 - 物理与电子信息学院 - 历史与民族文化学院 - 传媒学院 - 体育学院 - 蒙古学学院 - 美术学院 - 化学与化工学院 |

## 知名校友
- 巴特尔：曾任内蒙古自治区人民政府主席，现任国家民族事务委员会主任。
- 布仁巴雅尔: 中国国际广播电台播音员，著名音乐人，吉祥三宝主唱[6]。